# Jaców
Jaców – osada wsi Karsznice w Polsce położona w województwie świętokrzyskim, w powiecie jędrzejowskim, w gminie Małogoszcz.
W latach 1975–1998 osada administracyjnie należała do województwa kieleckiego.